# 德罗尼奥
德罗尼奥（義大利語：Druogno），是意大利韦尔巴诺-库西亚-奥索拉省的一个市镇。总面积29平方公里，人口975人，人口密度33.6人/平方公里（2009年）。ISTAT代码为103029。